# Stazione di Scrajo Terme
Stazione di Scrajo Terme vasútállomás Olaszországban, Vico Equense településen.

## Vasútvonalak
Az állomást az alábbi vasútvonalak érintik:
- Torre Annunziata-Sorrento-vasútvonal

## Kapcsolódó állomások
A vasútállomáshoz az alábbi állomások vannak a legközelebb:
- Stazione di Vico Equense
- Stazione di Pozzano